# Guaraci, São Paulo
Guaraci là một đô thị ở bang São Paulo của Brasil. Đô thị này nằm ở vĩ độ 20º29'55" độ vĩ nam và kinh độ 48º56'41" độ vĩ tây, trên khu vực có độ cao 481 m. Dân số năm 2004 ước tính là 9.376 người. Đô thị này có diện tích 638,820 km².

## Thông tin nhân khẩu
Fundação SEADE - 2003
Tổng dân số: 9.049
- Dân số thành thị: 7.561
- Dân số nông thôn: 1.488
- Nam giới: 4.496
- Nữ giới: 4.350

Mật độ dân số (người/km²): 13,85
Tỷ lệ tử vong trẻ sơ sinh por 1000 nascidos vivos: 7,46
Dữ liệu điều tra 2000
Tuổi thọ bình quân (tuổi): 69,24
Tỷ lệ sinh (số trẻ trên mỗi bà mẹ): 2,20
Tỷ lệ biết đọc biết viết: 88,74%
Chỉ số phát triển con người (HDI-M): 0,758
- Chỉ số phát triển con người - Thu nhập: 0,688
- Chỉ số phát triển con người - Tuổi thọ: 0,737
- Chỉ số phát triển con người - Giáo dục: 0,850

(Nguồn: IPEADATA)

## Sông ngòi
- Rio Grande

## Các xa lộ
- SP-322